# Le Pont-Chrétien-Chabenet

Le Pont-Chrétien-Chabenet este o comună în departamentul Indre, Franța. În 1 ianuarie 2022 avea o populație de 934 de locuitori.